# Celeste Racca
María Celeste Racca (Córdoba, provincia de Córdoba, Argentina, 8 de octubre de 1991) es una futbolista argentina. Juega como defensora central en Talleres de la Primera División, club con el que logró los dos ascensos hasta llegar a la máxima categoría.
También es paramédica y estudiante de Ingeniería en Sistemas de la Universidad Tecnológica Nacional.

## Trayectoria
Racca comenzó a jugar al fútbol en Universitario, institución que integró desde 2014. También compitió en torneos de fútbol amistosos representando a la UTN, donde estudiaba ingeniería. En 2018, ella y otras jugadoras de la U sufrieron agresiones físicas en una golpiza tras un partido de la Liga Cordobesa, luego de un partido ante Libertad.
En 2022, llegó a Talleres para el debut de las Matadoras en las competiciones nacionales, a pedido del director técnico Miqueas Russo. Ese año, logró el ascenso a la segunda división y, en 2024, finalmente la llegada a Primera A. En el medio, Racca debió afrontar una lesión que la alejó siete meses de la cancha. En el partido de la final por el campeonato de Primera B ante Defensores de Belgrano fue reconocida como una de las figuras del encuentro. Firmó su primer contrato profesional a los 33 años, integrando el primer grupo de 16 futbolistas del club en hacerlo.

## Clubes
| Club          | País      | Año           |
| ------------- | --------- | ------------- |
| Universitario | Argentina | 2014-2021     |
| Talleres      | Argentina | 2022-presente |